# 陳道基
陳道基（1519年—1593年），字以中，號我渡，福建泉州府同安縣人，民籍，明朝政治人物。

## 生平
嘉靖二十八年（1549年）己酉科福建鄉試第六名舉人。嘉靖二十九年（1550年）中式庚戌科會試第二十四名，三甲第二十七名進士。授嘉善县知县，後因母亲林淑人去世丁忧。服除，赴京謁選，授任云南道御史，四十二年巡按广东、广西。四十三年十二月擢太仆寺少卿，四十五年十二月移南京鸿胪寺卿。隆慶元年（1567年）正月被降调外任，改为四川副使，二年正月迁广西左参政，三年四月升浙江按察使，四年三月升南京都察院右佥都御史，提督操江兼管巡江，九月以原官总理粮储提督军务巡抚应天等处，五年十月被御史吴道明弹劾不職，回籍听勘。
萬曆五年（1577年）四月起复都察院右佥都御史、整饬蓟州等处兵备巡抚顺天，六年十二月升南京大理寺卿。九年三月升南京户部右侍郎、总督南京粮储，五月进工部左侍郎，十一年二月升迁南京刑部尚书，十三年九月被弹劾，辞职归乡。卒年七十五，二十一年九月賜祭葬。

## 家族
曾祖陳安；祖父陳材；父陳光節，號北溪；母林氏。具庆下。弟陈道寅。